# Station Nattavaara
Station Nattavaara is een spoorwegstation in de Zweedse plaats Nattavaara. Het station is geopend in 1890 en ligt aan de Malmbanan.

## Verbindingen
| Serie | Treinsoort                           | Route                                                                               | Bijzonderheden                               |
| ----- | ------------------------------------ | ----------------------------------------------------------------------------------- | -------------------------------------------- |
| 30    | Intercity / Stoptrein (SJ / Norrtåg) | Luleå – Boden – Nattavaara – Gällivare – Kiruna – Björkliden – Riksgränsen – Narvik | Stopt op sommige stations alleen op verzoek. |